# Козеано
Козеано (итал. Coseano) — коммуна в Италии, располагается в регионе Фриули-Венеция-Джулия, в провинции Удине.
Население составляет 2320 человек (2008 г.), плотность населения составляет 97 чел./км². Занимает площадь 24 км². Почтовый индекс — 33030. Телефонный код — 0432.
Покровителем коммуны почитается святой апостол Иаков Старший, празднование 25 июля.

## Демография
Динамика населения:

## Администрация коммуны
- Официальный сайт: http://www.comune.coseano.ud.it/